# Горња Горица (Дибер)
Горња Горица (алб. Gjoricë e Sipërme) је насељено место у општини Булћиза у округу Дибер, Албанија. Према попису из 2001. године било је 1.957 становника.
Према бугарском географу и историчару, Василу Канчову, у Горици је 1900. године живело 90 Албанаца муслимана. Српски етнограф Миленко Филиповић, 1940 године наводи да је Горица албанско село са 130 кућа.